# آبروی از دست رفته کاترینا بلوم (فیلم)
آبروی از دست رفته کاترینا بلوم (آلمانی: Die Verlorene Ehre der Katharina Blum) فیلمی در ژانر درام و جنایی به کارگردانی فولکر اشلوندورف و مارگارته فون تروتا است که در سال ۱۹۷۵ منتشر شد.

## بازیگران
- آنگلا وینکلر
- ماریو آدورف
- دیتر لازر
- یورگن پروشنو
- هاینتس بننت
- رولف بکر
- مارگارته فون تروتا
- هربرت فوکس